# خليل النعيمي
خليل النعيمي كاتب روائي سوري وُلد في بادية الشام، عاش طفولته وصباه مترحلًا مع قبيلته في سهوب البادية السورية. درس الطب والفلسفة في دمشق، وفي باريس تخصص في الجراحة، ودرس الفلسفة المقارنة.
يقيم في باريس منذ أكثر من عشرين عامًا، حيث يعمل طبيبًا، وهو أيضًا عضو الجمعية الجراحية الفرنسية. هو مغرم بالمكان وسرد تفاصيله من خلال مجموعة من الأعمال السردية منها الرجل الذي يأكل نفسه والشيء والقطيعة وتفريغ الكائن ومديح الهرب ودمشق 77، وله أيضًا مؤلفات في أدب الرحلة مثل مخيلة الأمكنة وكتاب الهند.